# II Liceum Ogólnokształcące im. Marii Konopnickiej w Radomiu
II Liceum Ogólnokształcące im. Marii Konopnickiej w Radomiu – szkoła ponadgimnazjalna założona w 1902. W 1932, w 90. rocznicę urodzin patronki, otrzymała sztandar.
Jednym z absolwentów liceum był prof. Leszek Kołakowski. Szkołę tę ukończyła również była Prezes Rady Ministrów Ewa Kopacz.

## Poprzednie nazwy szkoły
- 1902–1911 – Prywatna Czteroklasowa Szkoła Żeńska w Radomiu
- 1911–1915 – siedmioklasowa Szkoła Handlowa Żeńska w Radomiu
- 1915–1925 – ośmioklasowa Szkoła Handlowa Żeńska w Radomiu
- 1925–1932:– Gimnazjum Filologiczne Żeńskie im. Marii Konopnickiej
- od 1932 – Czteroletnie Gimnazjum i Dwuletnie Liceum im. Marii Konopnickiej o typie humanistycznym

## Dyrektorzy
- 1902–1911 – Józefa Julia Waręska
- 1911–1915 – Stefan Sołtyk
- 1915–1919 – mec. Józef Dobrzański
- 1919–1931 – Stefan Sołtyk
- 1931–1932 – Maria Papiewska
- 1932–1939 – Wacława Chrzanowska
- 1945–1952 – Kazimiera Mazurek-Sendek (żona Ludwika Sendka)
- 1952–1953 – Stanisław Zapała
- 1953–1958 – Wiktoria Sulik-Pietrkiewicz
- 1958–1959 – Zygmunt Rogóz
- 1959–1972 – Zofia Granat
- 1972–1991 – Stanisława Dębska
- 1991–2001 – Bogdan Bernat
- 2001–2006 – Witold Maszczyński
- 2006–2014 – Anna Łapieniecka
- od 2014 – Dariusz Żytnicki